# Cu cu nhỏ
Cu cu nhỏ (Cuculus poliocephalus) là một loài chim trong họ Cuculidae.
Cu cu nhỏ được tìm thấy ở Bangladesh, Bhutan, Trung Quốc, Cộng hòa Dân chủ Congo, Hồng Kông, Ấn Độ, Nhật Bản, Kenya, Bắc Triều Tiên, Hàn Quốc, Lào, Malawi, Myanmar, Nepal, Pakistan, Nga, Seychelles, Somalia, Nam Phi, Sri Lanka, Tanzania, Thái Lan, Việt Nam, Zambia và Zimbabwe.

## Hình ảnh

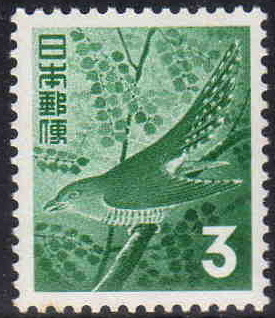